# Alçapão

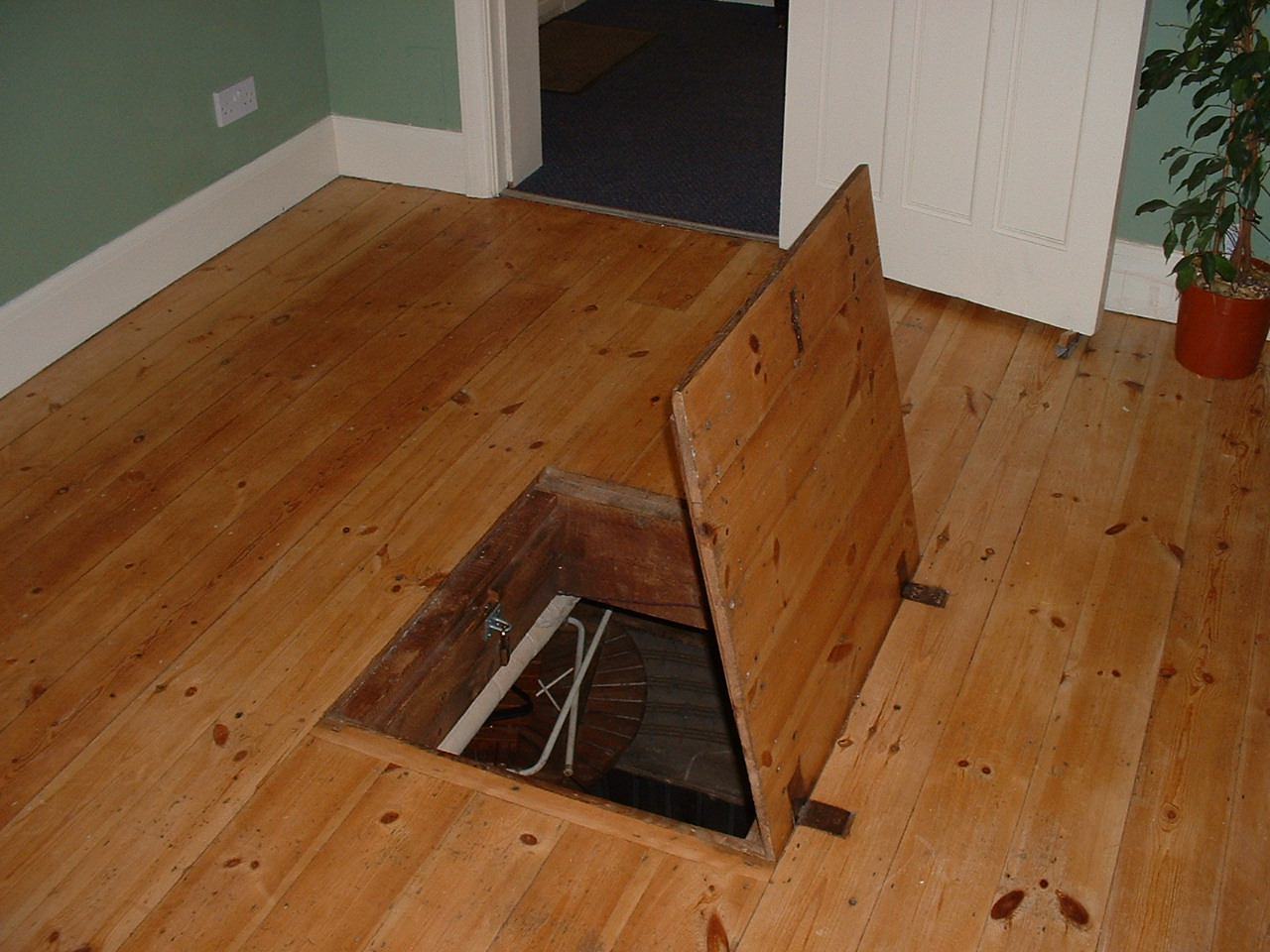
Exemplo de um alçapão de acesso a um abrigo anti bombas durante a Segunda Guerra numa casa em Londres

Um alçapão é uma porta deslizante ou com dobradiças, nivelada com a superfície de um piso ou teto, geralmente, no palco de um teatro.
Uma escotilha, pode ser considerada um alçapão que pode estar em uma parede e não precisa estar nivelada com a superfície, são semelhantes; e em alguns casos, as designações se confundem. Uma pequena porta em uma parede, piso ou teto usada para obter acesso ao equipamento também é chamada de "escotilha" ou "porta de acesso".[carece de fontes?]